# Fort Giromagny

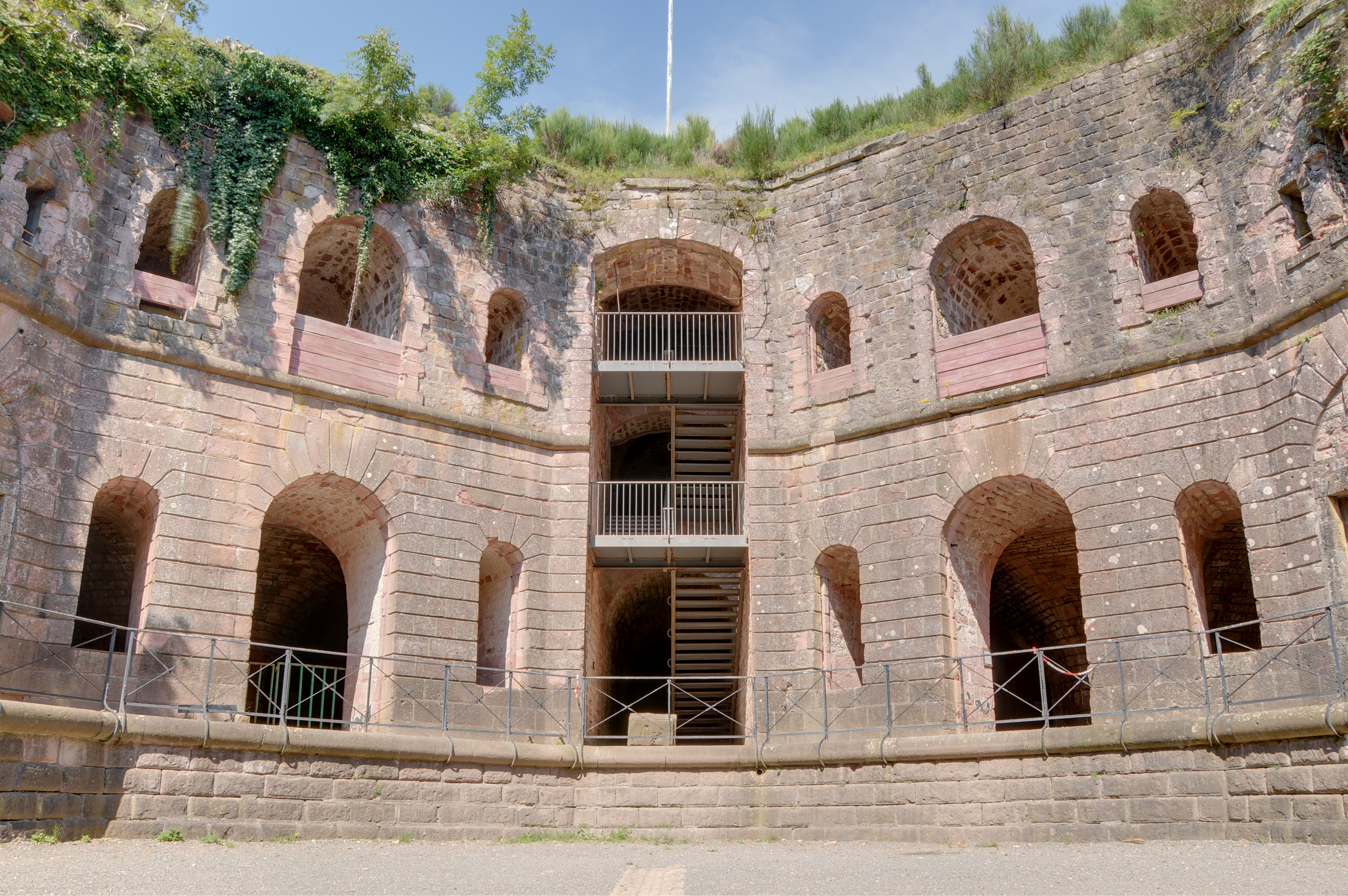
Fort Giromagny

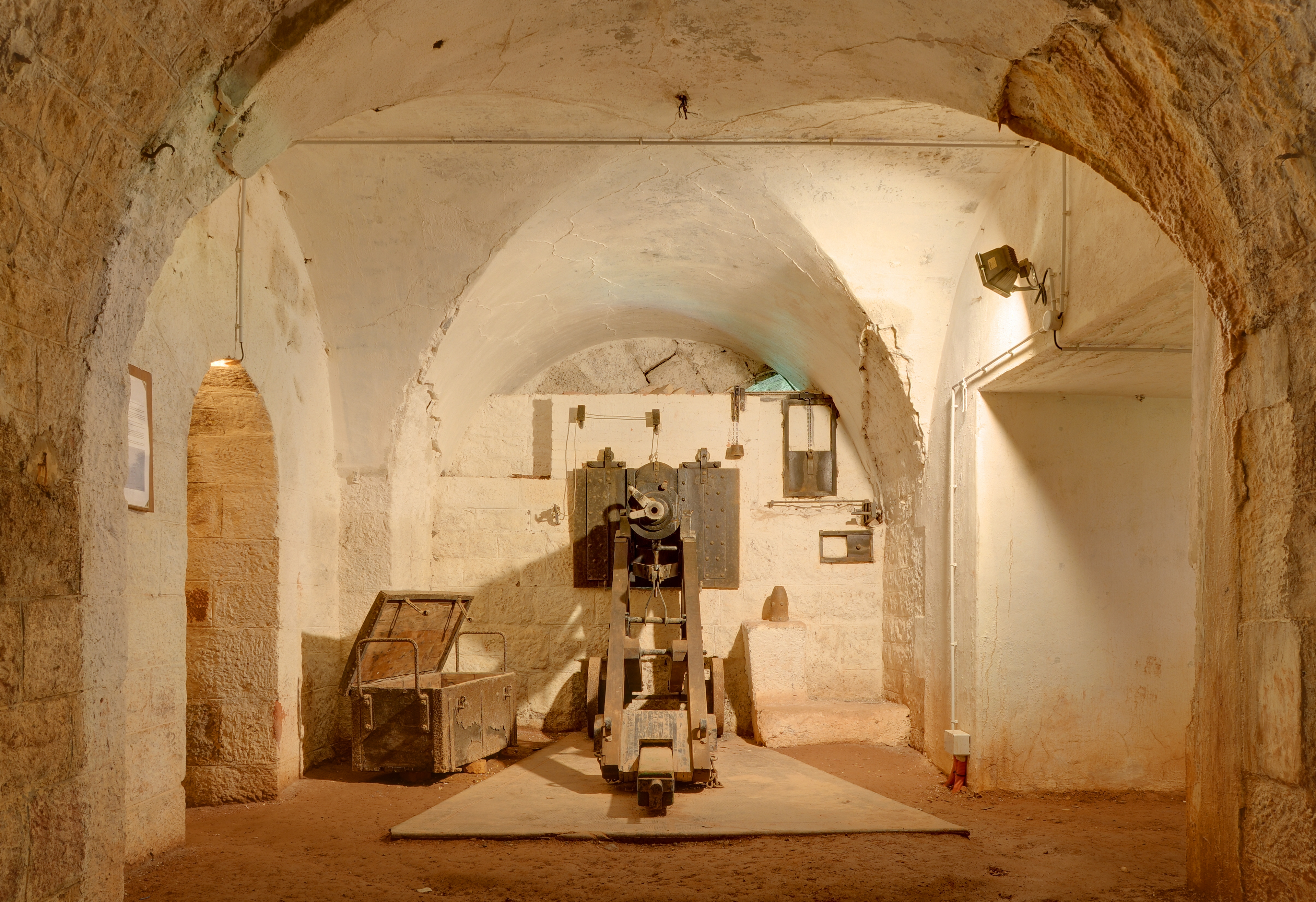
Binnen in de dubbele Caponnière van het fort

Het Fort Giromagny, ook bekend als Fort Dorsner, werd gebouwd tussen 1875 en 1879. Het fort vormt het zuidelijke einde van de courtine van de regio Haute Moselle, aangrenzend aan de gefortificeerde regio van Belfort. De Haute Moselle-verdedigingswerken vormen een schakel tussen de gefortificeerde kampementen Épinal en Belfort. Het fort ligt op een hoogte van 560 meter en kijkt uit op de belangrijkste wegen naar het noordoosten van Belfort, die een kruispunt bij Giromagny vormen.
Het fort werd gebouwd als onderdeel van het Franse Séré de Rivières-systeem van forten om Frankrijk te verdedigen tegen een herhaling van de Pruisische invasie van de Frans-Duitse Oorlog. Het fort was een van de sterkst bewapende forten in het noordoosten in de late 19e en vroege 20e eeuw. Het ontving in 1880 de eerste draaibare gepantserde geschuttorens die werden geïnstalleerd in een fortificatie in Frankrijk. Het fort heeft een oppervlakte van 2,5 ha en kon 600 manschappen huisvesten.
Het fort bevindt zich op het grondgebied van de gemeenten Auxelles-Bas en Giromagny. De officiële naam van het fort, Fort Dorsner, herdenkt generaal Jean Philippe Raymond Dorsner die vocht in de napoleontische oorlogen.

## Geschiedenis
Fort Dorsner was operationeel vanaf 1880. Het fort zag geen actie tijdens de Eerste Wereldoorlog toen het front zich op 25 km afstand van Giromagny stabiliseerde. Tijdens de Tweede Wereldoorlog, op 18 juni 1940, werd het ingenomen door de Duitsers. Zij lieten daarna de metalen geschuttorens torens ontmantelen en omsmelten. De Duitsers verlieten het fort in november 1944 en bliezen hierbij de ingang en de ophaalbrug op.
Het fort verkommerde daarna maar bleef militair domein tot 1987 toen de gemeente Giromagny het aankocht. Vanaf 1990 zet de vereniging Association du Fort Dorsner zich in voor de restauratie en het onderhoud van het fort. Fort Dorsner is opengesteld voor het publiek.

## Afbeeldingen

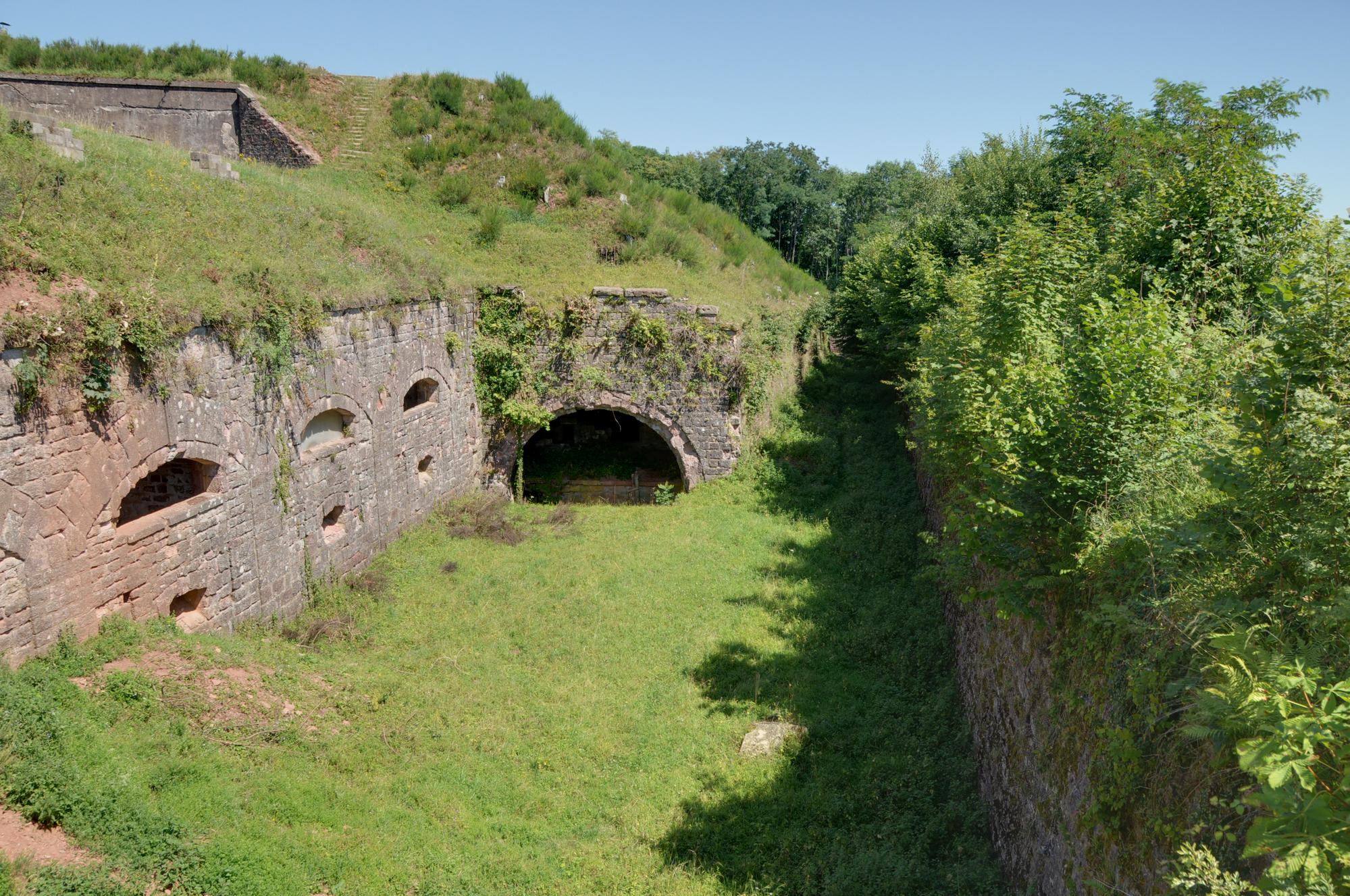
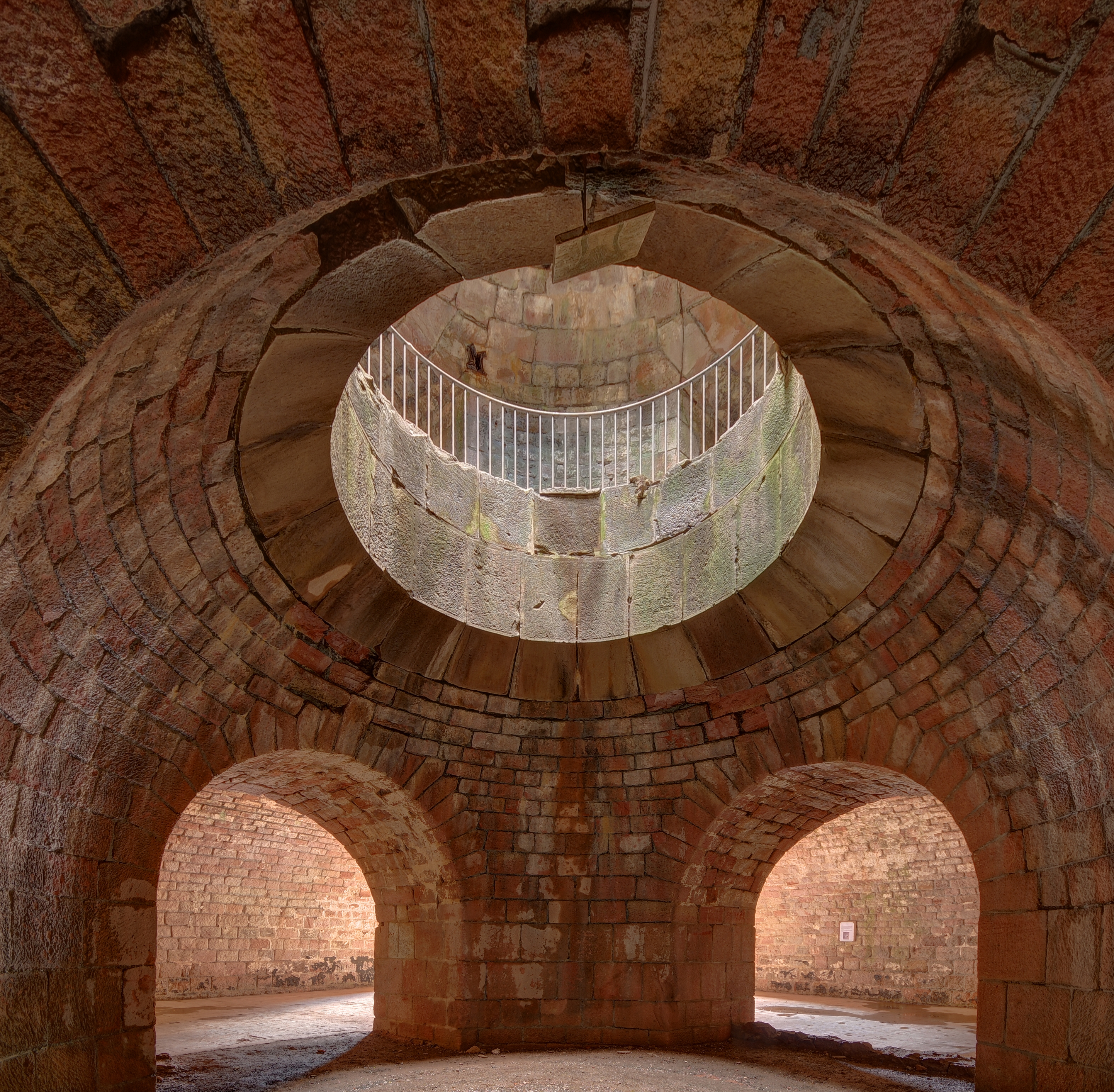
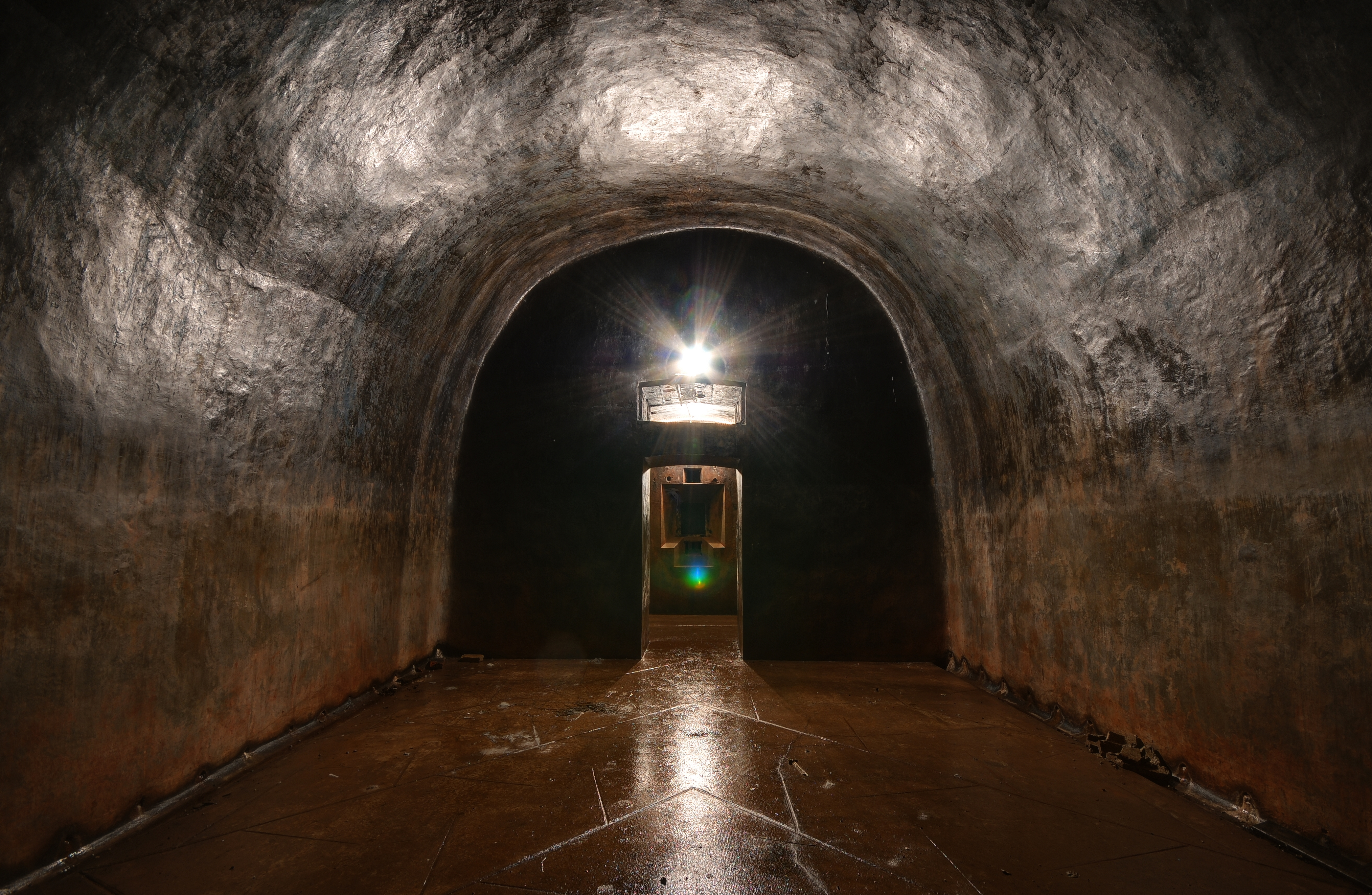